# Burckella magusum
Burckella magusum är en tvåhjärtbladig växtart som beskrevs av Pieter van Royen. Burckella magusum ingår i släktet Burckella och familjen Sapotaceae. Inga underarter finns listade i Catalogue of Life.